# Upor Maugervill
Maugerville (/ˈmeɪdʒərvɪl/  je nekorporativna skupnost, ki se nahaja na vzhodnem bregu reke Saint John (zaliv Fundy) v župniji Maugerville, okrožje Sunbury, v kanadski provinci New Brunswick. Naselje se nahaja na provincialni cesti 105, 16 kilometrov jugovzhodno od glavnega mesta Fredericton in 3,18 kilometra severovzhodno od mesta Oromocto.

### Upor v Maugervillu
Med ameriško revolucijo je leta 1776 George Washington poslal pismo Maliseetom iz reke Saint John, v katerem jih je prosil za podporo v njihovem boju z Veliko Britanijo. Maliseeti so pod vodstvom poglavarja Ambroisea Saint Aubina takoj začeli pleniti Britance v skupnosti, nekatere njihove domove požgali, druge pa odpeljali v ujetništvo nazaj v Novo Anglijo. (Kmalu zatem se je upor nadaljeval v bližnji bitki pri utrdbi Cumberland pod poveljstvom Jonathana Eddyja.) Leta 1779 so Maliseets, ki so sodelovali z Johnom Allanom v Machiasu, Maine, ponovno napadli Maugerville. Zajeli so ladjo in oropali domove dveh ali treh prebivalcev. V odgovor so na to zgradili blokado na ustju reke Oromocto z imenom Fort Hughes (poimenovan po namestniku guvernerja siru Richardu Hughesu, 2. baronetu]).